# Budynek Urzędu Stanu Cywilnego w Płocku
Urząd Stanu Cywilnego w Płocku (Pałac Ślubów, Pałacyk Flatauów) – płocki urząd stanu cywilnego mieszący się przy ulicy Kolegialnej 9 (Kolegjalnej 9). 
Obecnie pałac składa się z trzech sal: Sali Ślubów, Sali Toastów, oraz Sali Kolumnowej. Urząd prowadzi archiwa od 1906 roku.

## Historia
Kamienica na ulicy Kolegialnej 9 została wzniesiona w latach 1885–1886 przez Annę z Heymanów Flatau (1838–1898) i jej męża Ludwika Flataua (1829–1890) – kupca zbożowego, przemysłowca i właściciela domu bankowego. 
Kazimierz Askanas pisze, że ten "dwukondygnacyjny ośmioosiowy" pałacyk został wzniesiony około 1890 roku i stanowi "epigonalną fazę renesansyzmu".  W 1894 roku Tygodnik Ilustrowany pisał, że w Płocku Ludwik Flatau wybudował pałacyk piętrowy przy ul. Kolegialnej, w stylu renesansowym, który zasługuje na uznanie  ze względu na to, że wszystko w nim, nie wyłączając umeblowania, jest owocem pracy sił miejscowych, przeważnie warszawskich.
W 1834 roku posesję oznaczoną numerem hipotecznym 321 przy ulicy Kolegialnej nabył pochodzący z Gołańczy kupiec Joachim Flatau (1778-1865) wraz z żoną Braną z Nirenbergów.  Na mocy kontraktu kupna sprzedaży z 1869 roku właścicielem nieruchomości został Ludwik Flatau. Po jego śmierci nieruchomość odziedziczyła jego żona Anna wraz z czworgiem dzieci. W 1907 roku nieruchomość została sprzedana Jakubowi Neumarkowi, a od 1917 roku jej właścicielami byli Józef Rogozik i Dawid Szenwic, następnie Bank Przemysłowy Warszawski. W 1925 roku posesję przejęła Powiatowa Kasa Chorych w Płocku.  W 1929 roku ogłaszano konkurs na stanowisko dyrektora Powiatowej Kasy Chorych, która wtedy mieściła się na Kolegjalnej 9. Ostatnim przedwojennym właścicielem był Karol Popielawski.

## Upamiętnienie
W tym budynku urodził się w 1886 roku Edward Flatau, współtwórca polskiej neurologii. Obecnie znajduje się tam tablica pamiątkowa poświęcona adwokatowi Kazimierzowi Askanasowi, który był wybitnym działaczem społecznym i wieloletnim wiceprezesem Towarzystwa Naukowego Płockiego. 